# State-Owned Enterprises in Neuseeland
State-Owned Enterprises in Neuseeland sind registrierte öffentliche Unternehmen, die im Anhang 1 und 2 des State-Owned Enterprises Act 1986 gelistet sind. Die meisten State-Owned Enterprises (SOE) entstanden aus früheren staatlichen Organisationen, Abteilungen oder Behörden.

## Liste der aktuellen State-Owned Enterprises
- Airways Corporation of New Zealand Ltd (Airways), 1987 gegründet
- Animal Control Products Limited (ACP), 2004 gegründet
- AsureQuality Ltd (AsureQuality), 2007 gegründet
- Electricity Corporation of New Zealand Ltd (ECNZ), 1999 gegründet
- Genesis Power Ltd (Genesis Energy), 1998 gegründet
- Kordia Group Ltd, 2004 gegründet
- Landcorp Farming Ltd (Landcorp), 1987 gegründet
- Learning Media Ltd (LML), 2005 als SOE und 1993 als Crown-Owned Company gegründet
- Meridian Energy Ltd (Meridian), 1999 gegründet
- Meteorological Service of New Zealand Ltd (MetService), 1992 gegründet
- Mercury NZ Limited, 1999 gegründet, ehemals Mighty River Power
- New Zealand Post Limited (NZPost), 1987 gegründet
  - Kiwibank
- New Zealand Railways Corporation (NZRC), 1987 gegründet (tritt als KiwiRail im Markt auf)
  - Kiwirail Network (ONTRACK)
  - KiwiRail Mechanical
  - KiwiRail Freight
  - Interislander
  - Kiwi Rail Scenic Journeys
- Quotable Value Ltd (QV), 2005 gegründet
- Solid Energy New Zealand Ltd (Solid Energy), 1987 gegründet
- Timberlands West Coast Limited (Timberlands), 1990 gegründet
- Transpower New Zealand Limited (Transpower), 1994 gegründet